# Музей Семена Гулака-Артемовського (Городище)
Музей Семена Гулака-Артемовського у Городищі (Черкаська область) вперше був відкритий 4 вересня 1966 р. Перша експозиція була створена у клубі колгоспу «Заповіт Леніна», головна садиба та адмінбудинок якого знаходилися на Гулаківці, якраз поблизу місця, де колись проживали батьки митця і де він сам народився. Ініціатором створення експозиції на честь великого українського композитора був Георгій Коваль, ідея прийшла після того, як він познайомився з музикознавцем Леонідом Кауфманом - автором фундаментальної монографії «С.С.Гулак-Артемовський». Сам же Леонід двадцять п'ять років збирав і досліджував життя і мистецьку спадщину С. Гулака-Артемовського. Окрім того, Георгій Коваль організував цілу робочу групу для організації музею. Завдяки чому було зібрано понад дві тисячі музейних предметів серед яких - нумізматична колекція, рушники, меблі ХІХ ст.   Пізніше музей перемістили у центр міста, до новозбудованого кінотеатру «Жовтень». З 1968 року музей мав назву «Народний музей С.С. Гулака-Артемовського». Там зберігалося майже 10 тисяч експонатів, які стосувалися життя і творчості автора першої української опери «Запорожець за Дунаєм» та взагалі історії Городищини. 
В 90-х роках XX ст.  музей був зачинений, колекції розграбовані. Повторне відкриття відбулось 16 лютого 2010 року, завдяки зусиллям представниці роду Гулаків - Ользі Олексіївні Шляховій та тодішній голові Городищенської РДА Сергію Васильовичу Ковелі. Тепер музей-кімнату відкрито у Городищенському районному будинку культури.